# Edward Colston
Pour les articles homonymes, voir Colston.
Edward Colston, né le 2 novembre 1636 à Bristol et mort le 11 octobre 1721 à Mortlake, est un armateur négrier, négociant et mécène anglais du XVIIIe siècle associé à l'histoire de Bristol.
Issu d'une famille marchande prospère, Colston s'enrichit particulièrement grâce au commerce triangulaire dans les années 1680. Il se consacre ensuite jusqu'à sa mort à développer Bristol par le mécénat et la charité, ce qui lui vaut d'être élu député tory de 1710 à 1713. Après sa mort, il est durablement célébré comme un bienfaiteur de la cité portuaire. Depuis la fin des années 1990, cette mise en avant de Colston est cependant remise en question dans le cadre des débats mémoriels liés à l'esclavage.

## Biographie

### Jeunesse
Edward Colston naît le 2 novembre 1636 à Temple Street (Bristol) de William Colston (1608-1681) et Sarah Batten (décédée en 1701). Aîné d'une famille d'environ onze enfants, Edward Colston est issu d'une famille marchande mentionnée à Bristol dès fin du XIIIe siècle et connue pour son implication dans la vie politique et civile de la ville. Son père William, est l'un des piliers de la Merchant Venturers’ Society, guilde marchande créée au XIIIe siècle qui contrôlait le port de Bristol. Il est conseiller et shérif de Bristol en 1643 lorsque, dans le cadre de la guerre civile de 1642-1651, la ville est prise par les troupes du prince Rupert du Rhin ; royaliste convaincu, William est privé de ses charges par le Parlement britannique en 1645. Si ces troubles appauvrissent la famille Colston, Edward peut néanmoins suivre ses études à Christ's Hospital, un internat d'élite, avant d'entamer un apprentissage à la Worshipful Company of Mercers en 1654. C'est avec cette société qu'il accomplit ses premiers voyages à l'étranger entre 1654 et 1672. Les historiens pensent qu'Edward a ensuite passé plusieurs années à gérer les affaires espagnoles de son père, revenu en grâce après la restauration de la monarchie anglaise, avant de retourner en Angleterre en 1672.

### Carrière marchande
Edward réapparaît à Londres en 1672 comme commerçant de divers produits (en vin, huile et fruits notamment). Sa carrière connait un tournant majeur lorsqu'il rejoint la Compagnie royale d'Afrique, une société londonienne jouissant depuis 1672 du monopole sur la traite atlantique. Les profits qu'il réalise grâce au commerce des esclaves lui permettent de développer des activités de prêt à partir de 1682. En 1683, Colston est admis au sein de la Merchant Venturers’ Society de Bristol et deux ans plus tard, tout en continuant à résider à Londres, y reprend les affaires de son père après le décès de son cadet Thomas. Ce sont les années les plus lucratives de sa vie, où Edward Colston aurait possédé plus de quarante navires.
Lors de la Glorieuse Révolution de 1688-1689, Colston soutient le camp victorieux de Guillaume d'Orange-Nassau et s'implique dans son administration en prêtant de l'argent au gouvernement, puis en vendant directement des parts de la Compagnie royale d'Afrique au nouveau roi. En 1689-1690, il est nommé gouverneur-adjoint de la florissante Compagnie. En 1689, il achète une modeste résidence à Mortlake, dans le Surrey, vraisemblablement pour se couper du brouhaha de la vie commerciale londonienne. En 1692, il quitte la Compagnie royale d'Afrique, mettant fin à ses activités négrières.
Du temps où Colston en était l'un des dirigeants, la Compagnie royale d'Afrique a fait traverser l’Atlantique à plus de 80 000 Africains – hommes, femmes et enfants. Environ 19 000 sont morts durant les traversées.

### Bonnes œuvres
Au cours des années 1690 et 1700, Edward Colston finance à Bristol l'amélioration des écoles et asiles de la ville, tout en faisant des dons réguliers aux églises de la ville. Il aide également la région du Surrey où il réside et plusieurs associations caritatives londoniennes, l'ensemble de ses dons étant généralement conditionnés à l'observation dévote des rites anglicans, qu'il soutient en finançant des prêches et sermons. Son soutien à la Haute Église irrite les membres majoritairement whigs du gouvernement local qui refusent en 1705 sa proposition de dons pour agrandir le principal orphelinat local de garçons, le Queen Elizabeth's Hospital (en). En 1709, Colston dote une école fondée par Arthur Bedford, le vicaire de Temple Church, laquelle prend pour nom Colston's Free School.
Ses bonnes œuvres et sa réputation dans la ville faisaient de Colston le choix logique comme candidat tory aux élections de novembre 1710, quelques mois après l'ouverture du Colston's Hospital (en) (renommé ensuite Colston's School), un internat privé administré par la conservatrice Merchant Venturers' Society. Arguant de son âge trop avancé, il refuse de se présenter officiellement, mais est néanmoins élu et se rend à Bristol le 2 novembre pour participer à un dîner célébrant sa victoire, dîner renouvelé les quatre années suivantes. Peu actif aux Communes en raison d'ennuis de santé, Colston y présente néanmoins quelques pétitions pour défendre les intérêts de Bristol, et il ne se représente pas en 1713.
Edward Colston meurt en sa demeure de Mortlake le 11 octobre 1721 et est inhumé après des funérailles grandioses à l'église de Tous-les-Saints de Bristol (en). Il lègue sa fortune à sa nièce Mary Edwards ainsi qu'à de nombreuses œuvres de bienfaisance, en particulier la Queen Anne's Bounty (en).

## Mémoire

### Honoré en tant que bienfaiteur de Bristol

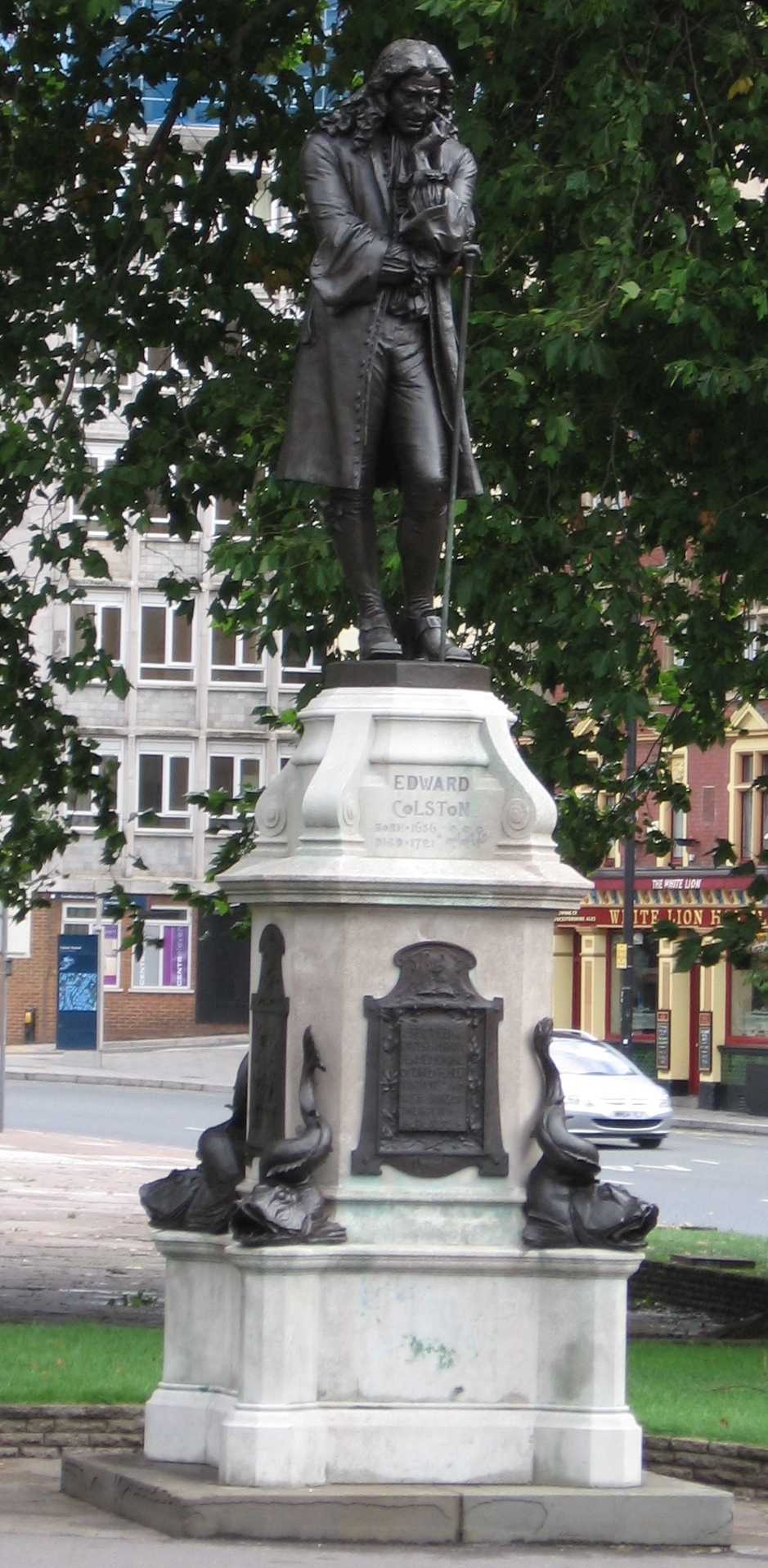
La statue d'Edward Colston de John Cassidy érigée en 1895 sur The Centre à Bristol, abattue le 7 juin 2020.

Après sa mort, Colston occupe une place de choix dans le panthéon local comme bienfaiteur de la ville. Plusieurs entités dont la Society of Merchant Venturers le célèbrent chaque 13 novembre. Outre les deux écoles ouvertes en 1709 et 1710, son nom est attribué à une rue, une avenue, un petit pain (le Colston bun (en)), puis en 1867 une salle de spectacle (Colston Hall (en)) édifiée sur l'ancien terrain de Colston's School, qui avait quitté le centre de Bristol pour le quartier alors rural de Stapleton (en) et enfin un immeuble, la Colston Tower (en), achevée en 1973.
En 1891, le fonds de dotation de Colston finance la Colston's Girls' School (en), une école privée pour filles. Quatre ans plus tard, pour rappeler les œuvres charitables de Colston, une statue en pied conçue par l'artiste irlandais John Cassidy est érigée sur The Centre (en), une esplanade bordant la Colston Avenue (en), à un emplacement proche de l'église catholique St Mary on the Quay (en) et plus tard de la Colston Tower. Une école élémentaire pour garçons porte également son nom. En 1969, l'Église anglicane fusionne l'école Colston de Temple avec l'école Redcliffe de Sainte-Marie pour former la St Mary Redcliffe and Temple School (en) ; l'une des maisons de la nouvelle école conserve le nom de « Colston House ».
La figure de Colston apparaît donc omniprésente dans la toponymie locale.

### Depuis les années 1990: réévaluation du passé esclavagiste
À partir de la fin du XXe siècle, le rôle d'Edward Colston est remis en cause dans le cadre plus général d'une déconstruction de l'héritage des acteurs de la traite négrière. À la suite des critiques formulées par le Bristol Slave Trade Action Group (BSTAG), le conseil municipal de Bristol (en) s'associe en effet au musée municipal, le Bristol City Museum and Art Gallery, pour expliquer de manière plus claire le passé esclavagiste de la ville et l'origine de la fortune des plusieurs grands marchands, dont Colston : la maison du planteur esclavagiste John Pinney (en) explique plus clairement l'origine de sa fortune, un parcours urbain dévoile les traces de la traite dans le paysage contemporain, et une exposition au musée local évoque frontalement la question.
C'est dans ce contexte de déconstruction d'une histoire fantasmée de grandeur de la ville[réf. nécessaire] que la figure et la mémoire d'Edward Colston sont réévaluées. En 1998, quelqu'un tague « esclavagiste » (slave trader) sur sa statue. La question de la statue continue par la suite à agiter la vie locale. En 2014, un sondage du Bristol Post (en) indique que 56 % des répondants désirent que la statue soit conservée, tandis que 44 % voudraient la voir enlevée. Les débats se concentrent ensuite sur le texte de la plaque ; deux versions sont votées en 2018 par le conseil municipal, mais le maire Marvin Rees refuse la seconde version en mai 2019, la considérant encore trop édulcorée.
En avril 2017, l'organisation qui gère le Colston Hall annonce qu'à la réouverture du lieu après travaux en 2020, la salle de concerts aura changé de nom. En février 2019, St Mary Redcliffe and Temple School annonce que la Colston House sera renommée Johnson House. L'école de filles Colston avait quant à elle décidé en novembre 2017 de conserver son nom.

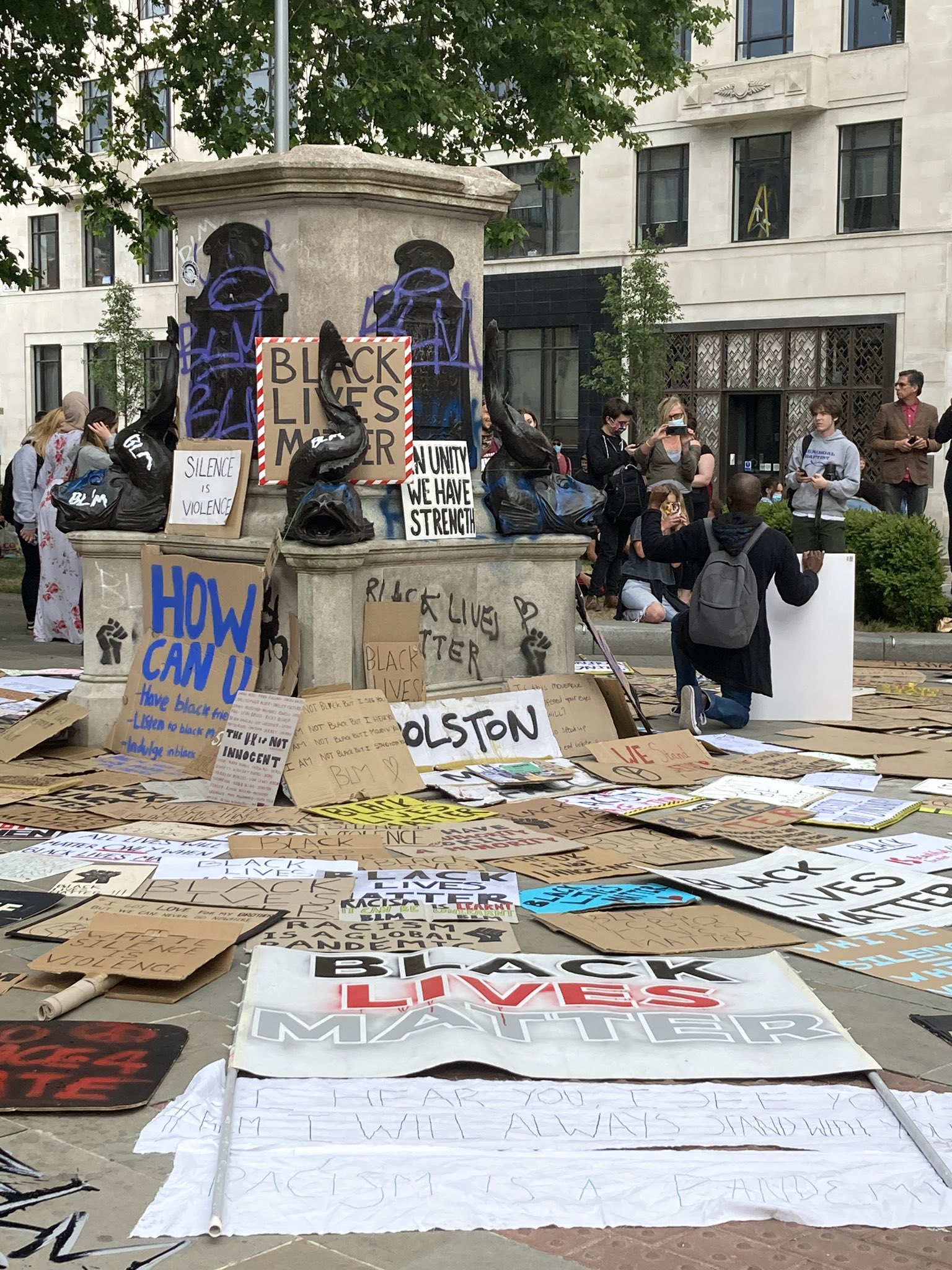
Piédestal vide de sa statue à Bristol, après son déboulonnage en 2020.

Dans une volonté de dé-commémoration, le 7 juin 2020, des manifestants du mouvement Black Lives Matter font tomber la statue à l'aide d'une corde, la piétinent et la peinturlurent, avant de la traîner plusieurs centaines de mètres sur Anchor Road et la jeter dans un bassin de Bristol Harbour (en), dans le port de Bristol,. La police identifie les auteurs d'un acte qualifié de « dégradation criminelle » par le superintendant Andy Bennett des forces de police de Bristol, Avon et Somerset. En juin 2021, la statue déboulonnée de l'esclavagiste Edward Colston est exposée, avec les graffitis des manifestants, au musée d'art contemporain M Shed afin d'ouvrir un débat sur l'avenir de cette œuvre. En décembre 2021, s'ouvre le procès des « Colston Four », poursuivis pour ces dégradations, alors que plusieurs toponymes nommés d’après Colston ont reçu une nouvelle appellation,. Ils sont acquittés,.

#### Monographies
- (en) Thomas Garrard (éd. par Samuel Griffiths Tovey), Edward Colston, The Philanthropist : His Life and Times, Bristol, J. Chilcott, 1852 (lire en ligne).
- (en) Walter Edward Minchiton, The Trade of Bristol in the Eighteenth Century, Swansee, University College of Swansea, 1957.
- (en) Kenneth Morgan, Slavery and the British Empire, Londres, Continuum, 2008.
- (en) Henry John Wilkins, Edward Colston, 1636-1721 Bristol, Bristol, Bristol Archives, 1920, « Supplement », p. 9.

#### Chapitres et articles
- (en) Andrew A. Hanham, « Colston, Edward », dans D. Hayton, E. Cruickshanks et S. Handley (dir), The History of Parliament: the House of Commons 1690-1715, Cambridge, University Press, 2006 (lire en ligne).
- Christine Chivallon, « Bristol et la Mémoire de l'esclavage : Changer et confirmer le regard sur la ville », Les Annales de la recherche urbaine, Cachan, no 85 « Paysages en ville »,‎ 1999, p. 100-110 (lire en ligne).